# Belasting op leidingwater
De belasting op leidingwater (BoL) is een in 2000 in Nederland ingevoerde heffing, op de levering van leidingwater via een aansluiting aan een verbruiker, geregeld in de Wet belastingen op milieugrondslag. 
De belasting op het leidingwater wordt geïnd door het drinkwaterbedrijf of de afzonderlijke watervoorziening, dat deze belasting vervolgens afdraagt aan de belastingdienst.

## Tarieven belasting op leidingwater
|                          | 2018    | 2019    | 2020    | 2021    | 2022    | 2023    | 2024   | 2025    |
| ------------------------ | ------- | ------- | ------- | ------- | ------- | ------- | ------ | ------- |
| Tarief per kubieke meter | € 0,339 | € 0,343 | € 0,348 | € 0,354 | € 0,359 | € 0,382 | € 0,42 | € 0,425 |

De belasting op leidingwater wordt geheven over de levering van maximaal 300 kubieke meter leidingwater per verbruiksperiode van 12 maanden aan de verbruiker. Het maximum is van toepassing per aansluiting.
In de fiscale beleids- en uitvoeringsagenda heeft de staatssecretaris van Financiën in april 2025 beschreven dat het plafond in 2026 wordt verhoogd naar 50.000 kubieke meter en in 2027 volledig wordt afgeschaft. De staatssecretaris gaf hierbij aan dat deze geleidelijke afschaffing grote waterverbruikers in staat stelt om, waar mogelijk, te investeren in waterbesparende maatregelen en zo een lastenverhoging te beperken.